# Danilo Lançone Lacerda
Danilo Lançone Lacerda (Curitiba, 29 de dezembro de 1971) é um ex-jogador brasileiro de futsal, que atuava na posição de fixo. Ele fez parte da Seleção Brasileira de Futsal que conquistou o terceiro título mundial em 1996.